# 八面山水库
八面山水库位于湖南省怀化市洪江市，是一座以发电、灌溉为主的中型水库，库容约2000万立方米，水库坝高约54.7米，正常蓄水位约450.5米。